# Coenosia oralis
Coenosia oralis este o specie de muște din genul Coenosia, familia Muscidae, descrisă de Johann Andreas Schnabl în anul 1915. Conform Catalogue of Life specia Coenosia oralis nu are subspecii cunoscute.